# Edme Gaulle

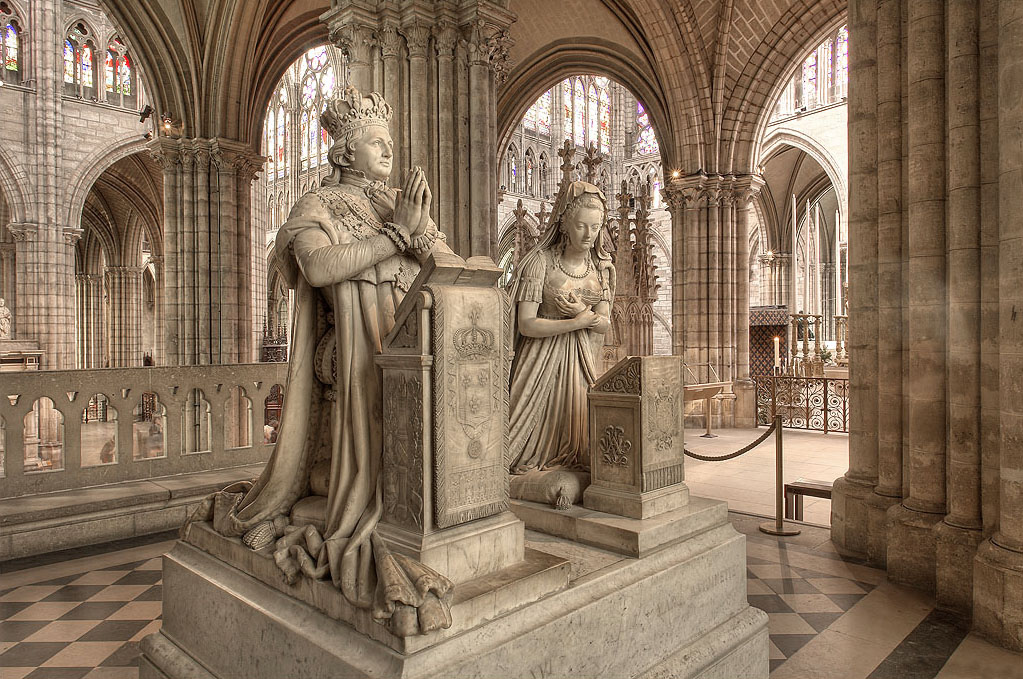
Monumentos funerários (não túmulos) de Luís XVI e Maria Antonieta, basílica Saint-Denis

Edme Gaulle (1762, Langres - janeiro de 1841, Paris) foi um escultor francês.

## Vida
Começou por estudar desenho com François Devosge na escola de Dijon, seguindo depois o curso de Jean Guillaume Moitte na École des Beaux-Arts de Paris. Ele ganhou o segundo prêmio de escultura em 1791 com Péricles vindo visitar Anaxagoras, e o primeiro prêmio de escultura (Prix de Rome) em 1803 para Ulisses reconhecendo sua enfermeira Eurycleia, mas as Guerras Napoleônicas o impediram de partir para Roma para sua estadia em a Villa Medici. Ele e François Rude foram dois dos trinta escultores encarregados da escultura de colonne de la Grande Armée na praça Vendôme em Paris.
Foi consultor especialista na restauração do baixo-relevo do frontão do Panthéon de Paris, realizado por David d'Angers em 1830. Este frontão foi originalmente esculpido por seu mestre Moitte em 1793 e foi praticamente destruído em 1822, com Edme Gaulle conseguindo conservar os fragmentos que sobraram. Ele havia feito vários esboços do frontão antes de sua destruição, mas não conseguiu evitar. Em 1831, foi nomeado inspecteur conservador do Dépôt des marbres do Ministério de Obras Públicas, na île des cygnes, fundado por Colbert.

## Principais obras
- uma estátua de mármore de um Luís XVI ajoelhado, para a église de Saint-Denis: Praying Marie-Antoinette e Louis XVI (encomendado por Louis XVIII em 1816 de Edme Gaulle e Pierre Petitot, realizado em 1830).
- busto de Claude Perrault
- o Estudo da Natureza, baixo-relevo para uma fonte planejada na Praça da Bastilha
- duas fontes de cabeça de touro de bronze em 8 rue des Hospitalières-Saint-Gervais, em um edifício que era originalmente o galpão de gado para o marché des Blancs Manteaux, mais tarde convertido em uma escola.